# Jim Elder
James Robert (Jim) Elder (Toronto, 29 juli 1938) is een voormalig Canadees ruiter, die gespecialiseerd was in springen en eventing.  Elder nam int toyaal zesmaal deel aan de spelen waarbij tweemaal aan de eventingwedstrijd en viermaal deel aan het springconcours. Elder nam deel aan de paardenwedstrijden van Olympische Zomerspelen 1956 in Stockholm en behaalde daar de bronzen medaille in de landenwedstrijd eventing. Elder behaalde zijn grootste succes in 1968 met het winnen van olympisch goud in de landenwedstrijd springen.

## Resultaten
- Olympische Zomerspelen 1956 in Stockholm 19e individueel eventing met Colleen
- Olympische Zomerspelen 1956 in Stockholm  landenwedstrijd eventing met Colleen
- Olympische Zomerspelen 1960 in Rome 10e individueel eventing met Canadian Envoy
- Olympische Zomerspelen 1960 in Rome uitgevallen landenwedstrijd eventing met Canadian Envoy
- Olympische Zomerspelen 1968 in Mexico-Stad 6e individueel springen met The Immigrant
- Olympische Zomerspelen 1968 in Mexico-Stad  landenwedstrijd springen met The Immigrant
- Olympische Zomerspelen 1972 in München 43e individueel springen met Shoeman
- Olympische Zomerspelen 1972 in München 6e landenwedstrijd springen met Shoeman
- Olympische Zomerspelen 1976 in Montreal 5e individueel springen met Raffles II
- Olympische Zomerspelen 1976 in Montreal 4e landenwedstrijd springen met Raffles II
- Olympische Zomerspelen 1984 in Los Angeles 4e landenwedstrijd springen met Shawline

1912: Lewenhaupt, Kilman, von Rosen ·
1920: König, von Rosen, Norling ·
1924: Thelning, Ståhle, Lundström ·
1928: Navarro, Álvarez, García ·
1936: Hasse, von Barnekow, Brandt ·
1948: Mariles, Uriza, Valdés ·
1952: White, Stewart, Llewellyn ·
1956: Winkler, Thiedemann, Lütke-Westhues ·
1960: Winkler, Thiedemann, Schockemöhle ·
1964: Schridde, Jarasinski, Winkler ·
1968: Day, Gayford, Elder ·
1972: Ligges, Wiltfang, Steenken, Winkler ·
1976: Parot, Rozier, Roguet, Roche ·
1980: Tsjoekanov, Poganovsky, Asmaje, Korolkov ·
1984: Fargis, Homfeld, Burr Howard, Smith ·
1988: Beerbaum, Brinkmann, Hafemeister, Sloothaak ·
1992: Raijmakers, Romp, Tops, Lansink ·
1996: Sloothaak, Nieberg, Kirchhoff, Beerbaum ·
2000: Beerbaum, Nieberg, Ehning, Becker ·
2004: Wylde, Ward, Madden, Kappler ·
2008: Ward, Kraut, Simpson, Madden ·
2012: Skelton, Maher, Brash, Charles ·
2016: Rozier, Staut, Bost, Leprévost ·
2020: von Eckermann, Baryard-Johnsson, Fredricson ·
2024: Maher, Charles, Brash